# Imad Khoshaba Gargees
Imad Khoshaba Gargees (* 4. April 1978 in Komane, Amediye, Gouvernement Dahuk, Autonome Region Kurdistan) ist ein irakischer Geistlicher und chaldäisch-katholischer Erzbischof von Teheran.

## Leben
Imad Khoshaba Gargees studierte Philosophie und Theologie am Babel College in Bagdad, wo er am 16. November 2003 die Diakonenweihe empfing. Das Sakrament der Priesterweihe für das Bistum Dohuk empfing er am 8. Juni 2004 in seinem Geburtsort Komane.
Von 2004 bis 2010 war er persönlicher Sekretär des Bischofs von Dohuk, Rabban al-Qas, und gleichzeitig Pfarrer in Amediye. Anschließend studierte er in Rom am Päpstlichen Orientalischen Institut an der Fakultät für östliches Kirchenrecht. Er erwarb das Lizenziat und wurde anschließend zum Dr. iur. can. promoviert. Von 2016 bis 2022 war er Protosynkellos sowie Dompfarrer der Mar-Ith-Alaha-Kathedrale von Dohuk. 2016 übernahm er außerdem die Leitung des katechetischen Instituts von Dohuk. Ab 2022 war er Pfarrer in Mangesh.
Die Synode der chaldäisch-katholischen Kirche wählte ihn zum Erzbischof von Teheran; Papst Franziskus erteilte der Wahl am 26. September 2023 seine Zustimmung. Der Patriarch von Bagdad, Louis Raphaël I. Kardinal Sako, spendete ihm am 10. November desselben Jahres in der Mar-Ith-Alaha-Kathedrale in Dohuk die Bischofsweihe.